# اسن‌کیی (هوپا)
اسن‌کیی (به لاتین: Esenkıyı) یک منطقهٔ مسکونی در ترکیه است که در هوپا واقع شده‌است. اسن‌کیی ۲۶۷ نفر جمعیت دارد.